# Saracha pubescens
Saracha pubescens är en potatisväxtart som beskrevs av Alexander von Humboldt, Johann Jakob Roemer och Schult. Saracha pubescens ingår i släktet Saracha och familjen potatisväxter. Inga underarter finns listade i Catalogue of Life.